# 2018-as csendes-óceáni hurrikánszezon

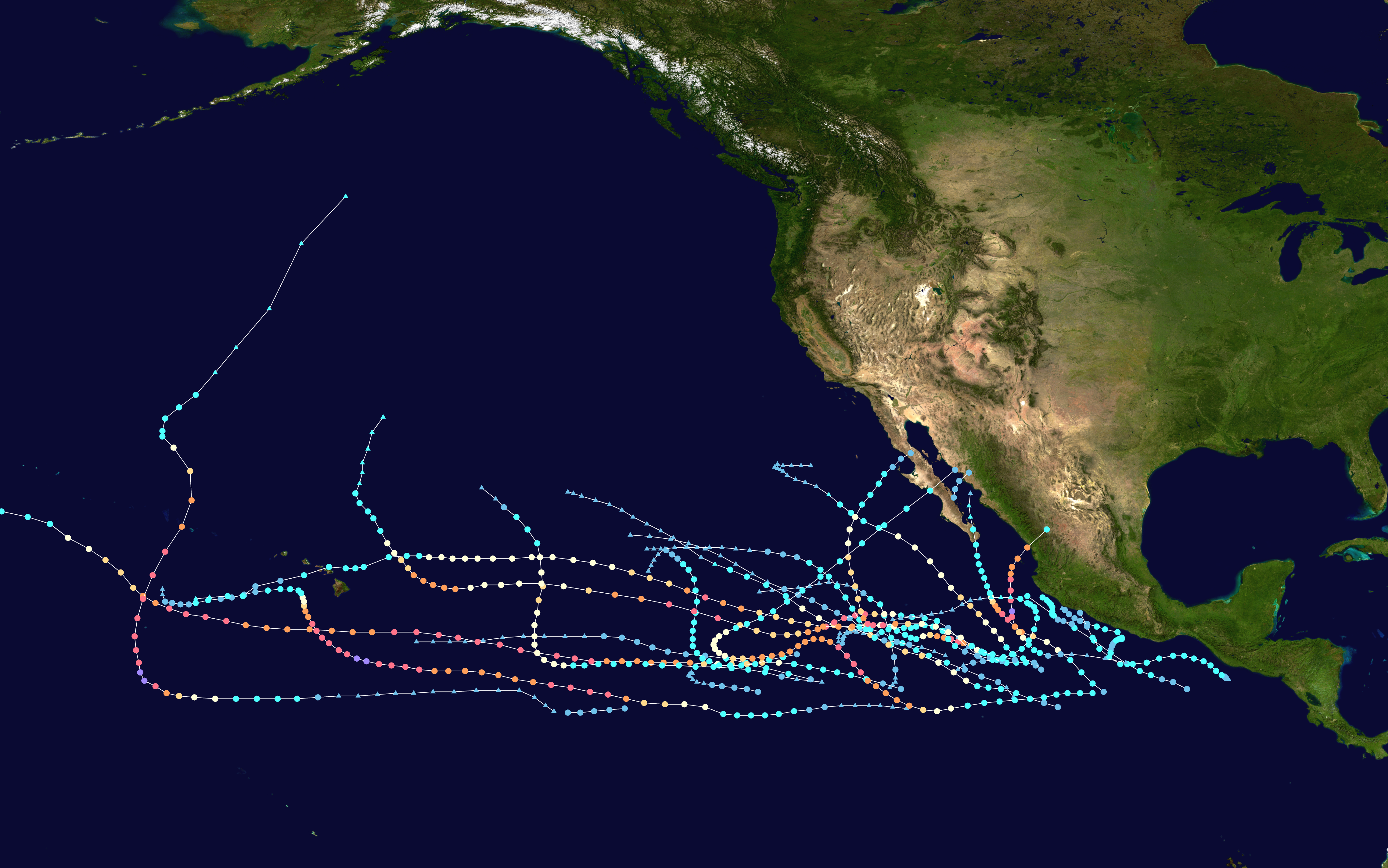
Ábra

A 2018-as csendes-óceáni hurrikánszezon a 2018-as évben a Csendes-óceánon  formálódó trópusi ciklonok évenkénti sorozatának elnevezése. A hurrikánszezon hivatalosan 2018. május 15-én kezdődik a Csendes-óceán keleti medencéjében, míg a középső területeken június elsején kezdődik és mindkettő helyen 2018. november 30-áig tart majd. Ez az időszak az, amikor a legtöbb trópusi ciklon kialakul a Csendes-óceán térségében. Ettől függetlenül trópusi ciklonok kialakulására egész évben lehet számítani.

## A viharok elnevezése 2018-ban
A következő listából fog állni a 2018-as hurrikánszezon során kialakuló viharok elnevezése a Csendes-óceán északkeleti részén. A listán szereplő elemek nem használhatóak fel egészen a 2024-es csendes-óceáni hurrikánszezon idejéig újra. Ugyanezen nevekből állt össze a 2012-es csendes-óceáni hurrikánszezon is.
| - Aletta - Bud - Carlotta - Daniel - Emilia - Fabio - Gilma - Hector | - Ileana - John - Kristy - Lane - Miriam - Norman - Olivia - Paul | - Rosa - Sergio - Tara - Vicente - Willa - Xavier - Yolanda - Zeke |

## A 2018-as csendes-óceáni hurrikánszezon hatásai
A következő táblázatban lesznek láthatóak a 2018-as csendes-óceáni hurrikánszezon idején kialakult trópusi ciklonok, hurrikánok erőssége, pusztítása, időtartama, elnevezéseik, szárazföldi pusztításuk mértéke, illetve áldozataik száma. A pusztítás értéke amerikai dollárban (USD) szerepel. A Csendes-óceán középső medencéjében a nyugati hosszúság 140. fokától a dátumválasztó vonalig bezárt területen keletkező trópusi ciklonok mindegyike a csendes-óceáni trópusi ciklonok és hurikánok közé tartoznak, míg az Ázsia keleti részein pusztító viharokat tájfunoknak nevezzük.
| Vihar neve | Időtartama | Erőssége a legpusztítóbb időszakában | 1 perces szélerőssége (km/h) | Legalacsonyabb mért légnyomási értéke (mbar) | Érintett területek | Okozott kár (millió dollár) | Áldozatok |
| ---------- | ---------- | ------------------------------------ | ---------------------------- | -------------------------------------------- | ------------------ | --------------------------- | --------- |
|            |            |                                      |                              |                                              |                    |                             |           |

## Kapcsolódó lapok
- 2018-as atlanti hurrikánszezon
- 2018-as csendes-óceáni tájfunszezon

## Fordítás
Ez a szócikk részben vagy egészben  a(z)   2018 Pacific hurricane season című angol Wikipédia-szócikk ezen változatának fordításán alapul.  Az eredeti cikk szerkesztőit annak laptörténete sorolja fel. Ez a jelzés csupán a megfogalmazás eredetét és a szerzői jogokat jelzi, nem szolgál a cikkben szereplő információk forrásmegjelöléseként.

## Külső hivatkozások
- National Hurricane Center (A Nemzeti Hurrikán Központ oldala)
- National Hurricane Center's Eastern Pacific Tropical Weather Outlook (A Nemzeti Hurrikán Központ csendes-óceáni térség keleti részére vonatkozó trópusi időjárási előrejelzőoldala)
- * Servicio Meteorológico Nacional Website (A Mexikói Meteorológiai Szolgálat oldala)